# Don Ferguson (acteur)
Pour les articles homonymes, voir Ferguson.
Donnifer Ferguson est un acteur et producteur canadien né le 30 mai 1946 à Montréal (Canada).

## Filmographie

### comme Acteur
- 1975 : In Good Company (série télévisée)
- 1993 : Royal Canadian Air Farce (série télévisée) : The Confused Philosopher / Col. 'Teresa' Stacey / Bill Clinton / Al Gore / Dick Cheney / Lucien Bouchard / Neil Young / Bob Dylan / Preston Manning / Paul Martin / Pierre Trudeau / Joe Clark / Larry King / Al / Various
- 2002 : Duct Tape Forever : Easterbrook's Patron #4
- 2003 : Ong-bak
- 2004 : XPM (série télévisée) : Dan Macdonald

### comme Producteur
- 1993 : Royal Canadian Air Farce (série télévisée)
- 1998 : SketchCom (série télévisée)
- 2004 : XPM (série télévisée)